# Feel Sorry for the Fanatic
Feel Sorry for the Fanatic (v překladu z angličtiny omlouvám se za fanatika) je třetí studiové album německé death metalové skupiny Morgoth vydané roku 1996 společností Century Media Records. Vyšlo na vinylové desce a CD.
Album se žánrově vzdálilo předchozí tvorbě kapely orientované na death metal, je více progresivní.

## Seznam skladeb
1. "This Fantastic Decade"
2. "Last Laugh"
3. "Cash..."
4. "...and Is Amazing Consequences"
5. "Curiosity"
6. "Forgotten Days"
7. "Souls on a Pleasuretrip"
8. "Graceland"
9. "Watch the Fortune Wheel"
10. "A New Start"

## Sestava
- Marc Grewe - vokály
- Harold Busse - kytara, klávesy
- Carsten Otterbach - kytara
- Sebastian Swart - basová kytara
- Rüdiger Hennecke - bicí, klávesy